# Дорога домой (альбом)
«Доро́га домо́й» — пятый студийный альбом российской пауэр-метал-группы Эпидемия, выпущенный 1 апреля 2010 года.

## История
Альбом был записан на студиях Sonic Pump (Хельсинки, Финляндия) и Dreamport (Москва, Россия), и выпущен 1 апреля 2010.
В работе над альбомом, помимо членов группы, приняли участие следующие европейские и российские музыканты: Микко Косонен (Ari Koivunen, Maija Vilkkumaa), Юкка Каринен («Thunderstone», «Status Minor»), Нино Лауренне («Thunderstone»), Андрей Смирнов («U.D.O.», «Everlost», экс-«Мастер») и Александра Комарова («Северо-Восток», экс-«Luna Aeterna»).
В качестве бонус-треков в альбом вошли две песни из прошлых альбомов «Эпидемии» не изданных на CD. Композиции «Последний рассвет» и «Сумеречный ангел», которые можно было услышать в сингле 2009 года «Сумеречный ангел», были заново перезаписаны и получили несколько иное звучание. В целом же лирика альбома более посвящена внутренним переживаниям человека, в отличие от предыдущих фэнтези-направленных альбомов.
Над созданием обложки альбома работал немецкий художник Томас Эверхард, который работал с такими крупнейшими мировыми группами, как «Edguy», «Avantasia», «Masterplan», «Therion».
Последний альбом с участием вокалиста Максима Самосвата и бас-гитариста Ивана Изотова.
Презентация альбома состоялась 15 мая 2010 года в ДК Горбунова.

## Список композиций
Все тексты написаны Юрием Мелисовым, кроме отмеченных.
| №   | Название                   | Текст песни      | Музыка           | Длительность |
| --- | -------------------------- | ---------------- | ---------------- | ------------ |
| 1.  | «Последний рассвет»        |                  | Мелисов          | 4:40         |
| 2.  | «Время выбора»             |                  | Иванов           | 4:00         |
| 3.  | «Беззвёздная ночь»         |                  | Мелисов/Самосват | 6:14         |
| 4.  | «В дюйме от паденья»       | Лекс Плотников   | Мамонтов         | 5:33         |
| 5.  | «Дорога домой»             |                  | Мелисов/Иванов   | 8:45         |
| 6.  | «Страна забвения»          |                  | Мелисов          | 3:55         |
| 7.  | «Сумеречный ангел»         |                  | Мелисов          | 5:37         |
| 8.  | «В этом сне»               | Владимир Насонов | Мамонтов         | 6:26         |
| 9.  | «Не остановить мечту»      |                  | Мелисов/Иванов   | 5:42         |
| 10. | «Взошла луна»              |                  | Мелисов          | 4:34         |
| 11. | «Встречный ветер (инстр.)» | инструментальная | Мамонтов         | 5:41         |
| 12. | «Феникс» (бонус)           |                  | Мелисов          | 6:21         |
| 13. | «Вернись» (бонус)          |                  | Мелисов          | 5:16         |

## Состав
- Максим Самосват — вокал
- Юрий Мелисов — гитара
- Илья Мамонтов — гитара
- Иван Изотов — бас-гитара
- Дмитрий Иванов — клавишные
- Дмитрий Кривенков — ударные

### Приглашённые музыканты
- Андрей Смирнов («Everlost», экс-«Мастер») - гитара (на 2, 3, 5)
- Александра Комарова («Северо-Восток», экс-«Luna Aeterna») - вокал (на 6)